# Châteauneuf-d’Ille-et-Vilaine
Châteauneuf-d’Ille-et-Vilaine ist eine französische Gemeinde mit 1.679 Einwohnern (Stand: 1. Januar 2022) in der Region Bretagne. Sie gehört zum Département Ille-et-Vilaine, zum Arrondissement Saint-Malo und zum Kanton Dol-de-Bretagne. Die Bewohner werden Castelnoviens und Castelnoviennes genannt.

## Geographie
Sie grenzt im Westen und im Norden an Saint-Père-Marc-en-Poulet, im Osten und im Südosten an Miniac-Morvan, im Süden an Pleudihen-sur-Rance (Berührungspunkt) und im Südwesten an La Ville-ès-Nonais.

## Bevölkerungsentwicklung
| Jahr      | 1962 | 1968 | 1975 | 1982 | 1990 | 1999 | 2008 | 2013 | 2020 |
| --------- | ---- | ---- | ---- | ---- | ---- | ---- | ---- | ---- | ---- |
| Einwohner | 653  | 662  | 685  | 806  | 813  | 912  | 1126 | 1540 | 1704 |

## Sehenswürdigkeiten
- Schloss Châteauneuf-d’Ille-et-Vilaine aus dem 15. Jahrhundert, 1992 in Teilen als Monument historique klassifiziert, 2021 in weiteren Teilen eingeschrieben
- Pfarrkirche Saint-Nicolas mit Ursprüngen aus dem 15. Jahrhundert

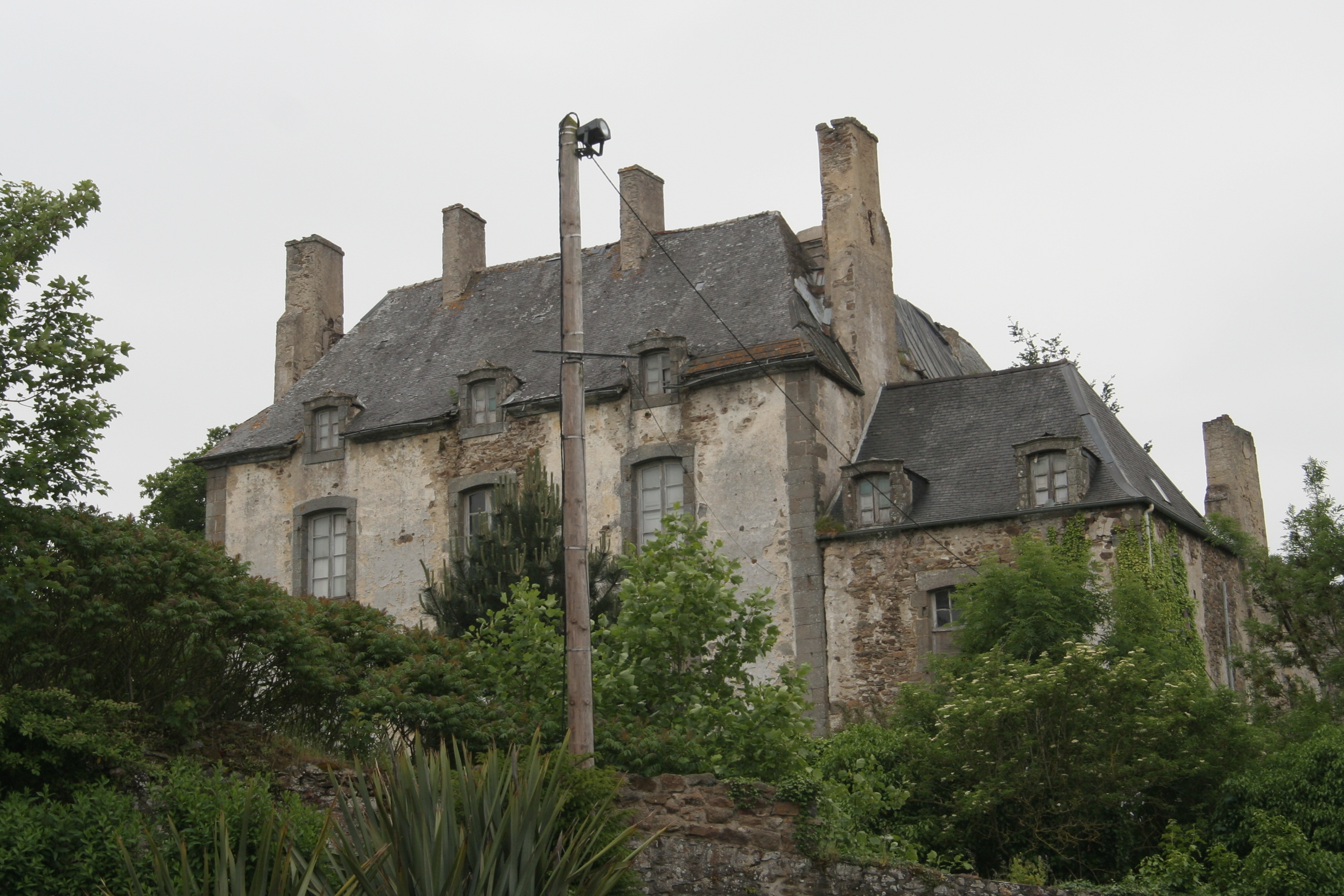
Schloss
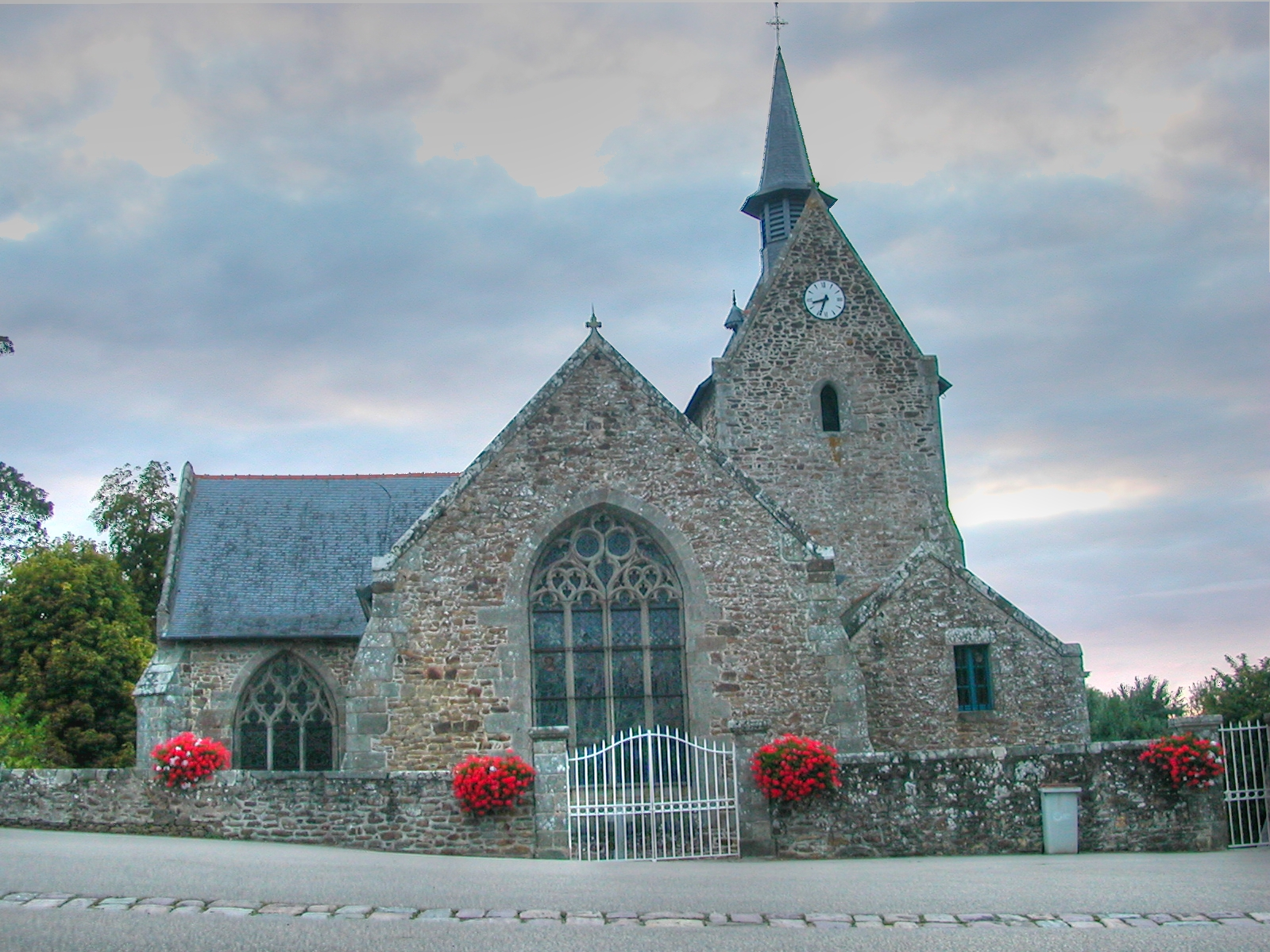
Kirche Saint-Nicolas